# Savigny-sur-Braye
Savigny-sur-Braye è un comune francese di 2 223 abitanti situato nel dipartimento del Loir-et-Cher nella regione del Centro-Valle della Loira.
Come si evince dal nome, il territorio comunale è bagnato dalle acque del fiume Braye.

## Società

### Evoluzione demografica
Abitanti censiti